# نجم الدين ألبي
و هو ألبي بن تيمور شاه بن نجم الدين 547-572هـ/1152-1176م.
حكم ماردين و كان على علاقة وثيقة مع نور الدين زنكي و ساعده في معركة حارم .
وهو ينتمي إلى الأرتقيون الذين انفصلوا و حكموا ماردين في عهد إيلغازي بن أرتق.
1. ↑  Estelle J Whelan (2006). The Public Figure (بالإنجليزية). p. 73. ISBN:978-1-901764-44-4. OCLC:77529833. OL:19216918M. QID:Q19659280.